# Остроушко, Владимир Сергеевич
Владимир Сергеевич Остроушко (род. 30 сентября 1986, Краснодар) — российский регбист, игравший на позиции крайнего трехчетвертного (вингера). Участник чемпионата мира 2011 года. Заслуженный мастер спорта России.

## Карьера
Воспитанник клуба «Юг» из Краснодара. В составе юношеской сборной России (до 19 лет) участвовал в чемпионате мира 2005 года. В сборной дебютировал 14 октября 2006 года в матче против Италии. Участник чемпионатов мира 2011 и 2019.
Также играет за сборную по регби-7, в составе которой выступал на турнирах Европейского гран-при (Чемпионат Европы по регби-7) , Мировой серии и Чемпионата мира по регби-7 2013. В 2015 году в финале отборочного турнира за выход в Мировую Серию по регби-7 против Зимбабве принёс решающую попытку после окончания основного времени матча.
Четырёхкратный чемпион Европы по регби-7. Чемпион России по регби 2011 г. в составе «Енисей-СТМ». В настоящий момент выступает за «Кубань».
Провед свой прощальный матч за сборную России 7 марта 2020 года против Румынии, игра прошла в Краснодаре.
В 2020 году стал генеральным директором регби-клуба «Богатыри», сменив на посту Федора Мусатова.

## Фотогалерея игрока

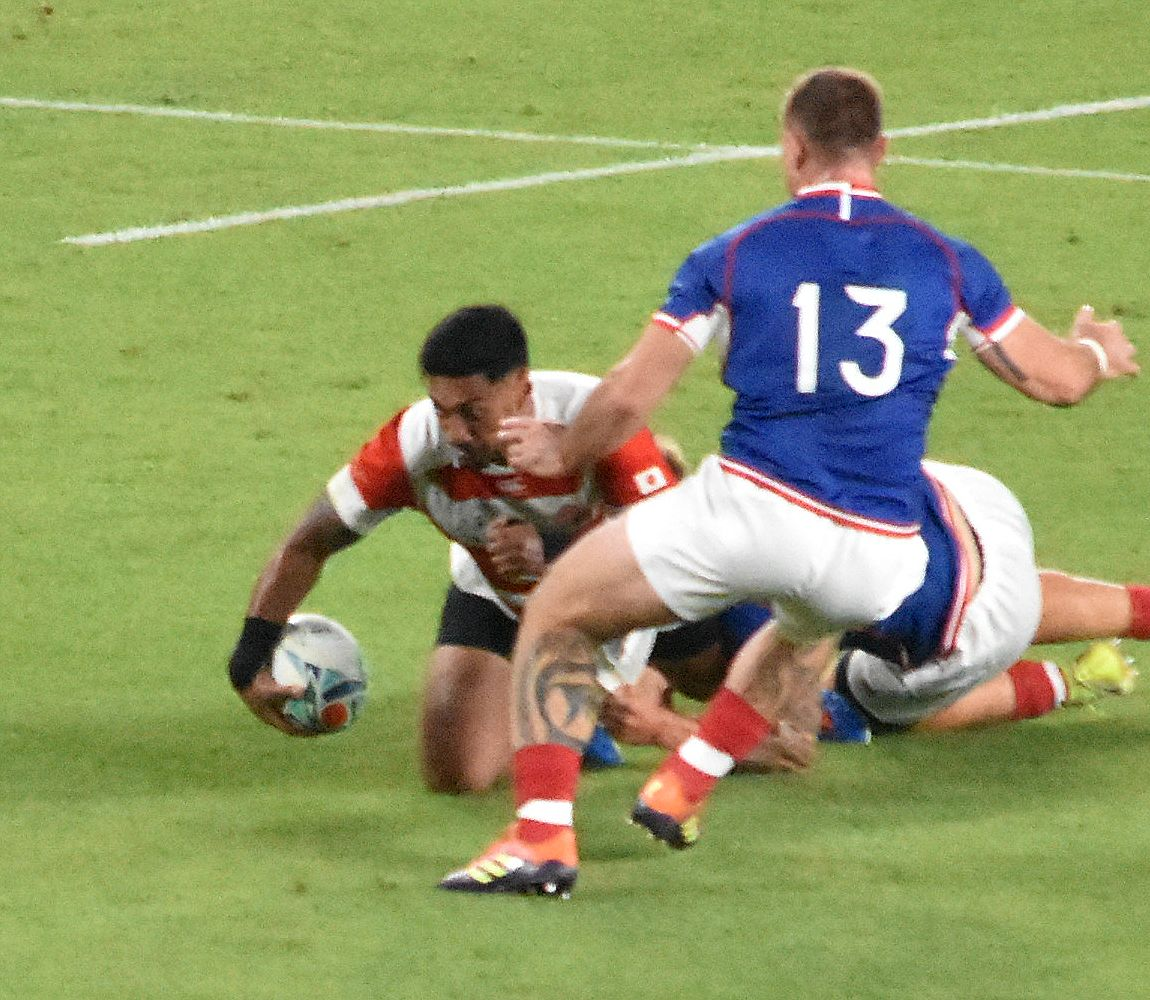
Владимир Остроушко (номер 13) и Тимоти Лафаэле на чемпионате мира 2019 года
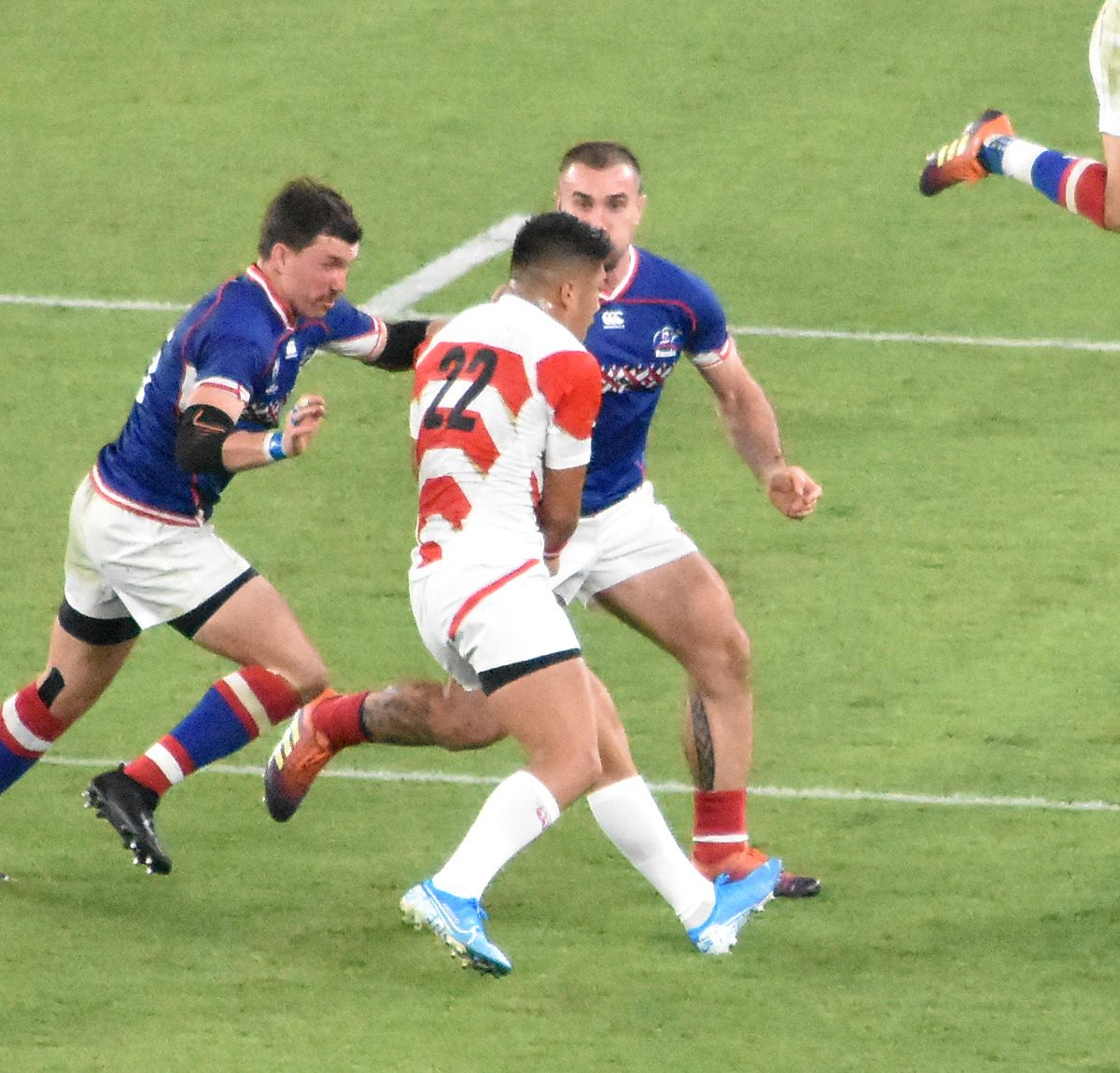
Владимир Остроушко (в центре в синем) на  чемпионате мира 2019 года
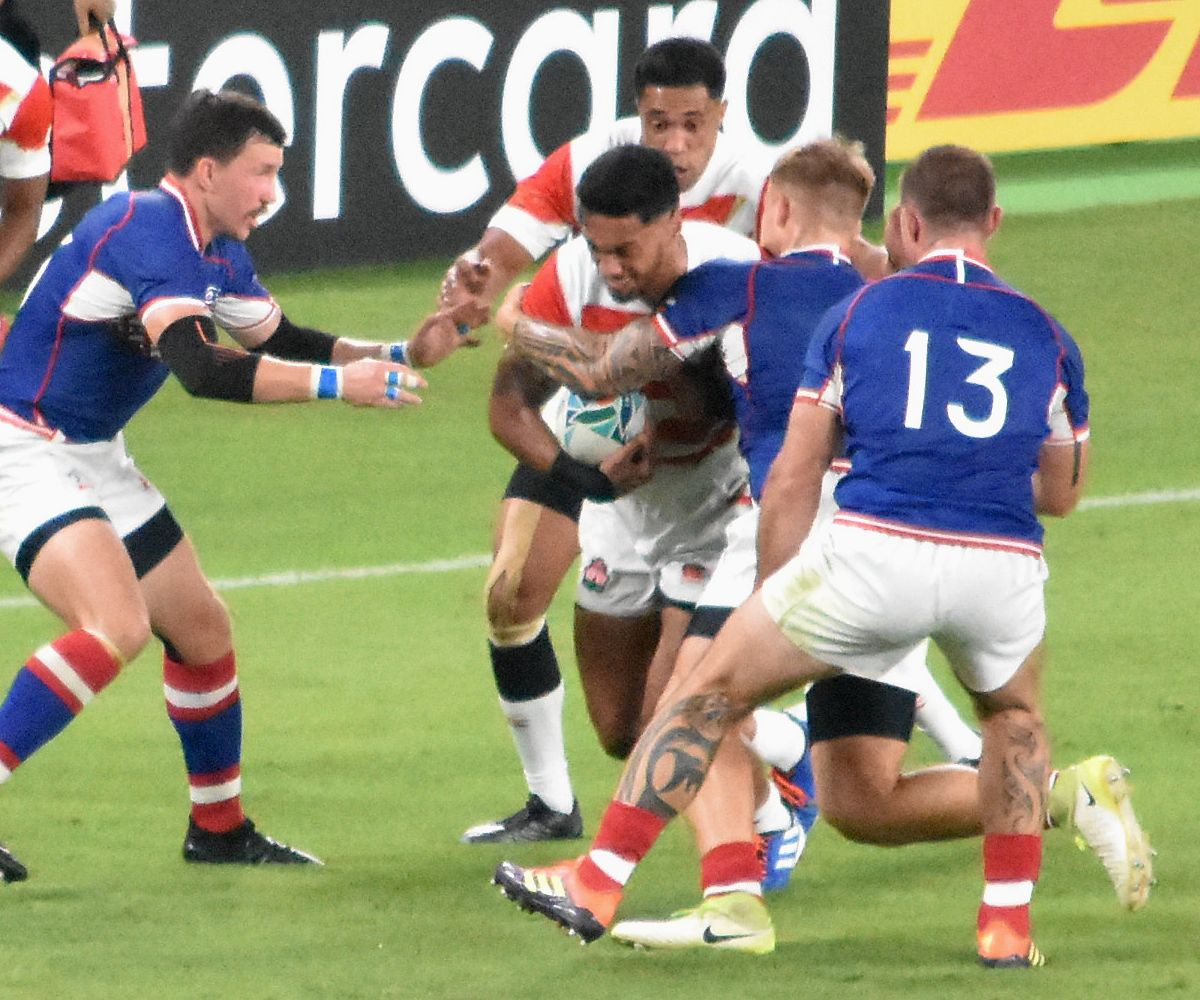
Владимир Остроушко (номер 13) на чемпионате мира 2019 года

## Статистика
| №     | Место проведения | Дата             | Соперник    | Счёт    | Позиция | Соревнование                     |
| ----- | ---------------- | ---------------- | ----------- | ------- | ------- | -------------------------------- |
| 1     | Бухарест         | 21 июня 2009     | Уругвай     | 29 - 26 | 14      | Кубок Наций в Румынии            |
| 2-3   | Сочи             | 13 марта 2010    | Германия    | 48 - 11 | 11      | Отбор к Кубку Мира 2011          |
| 4     | Москва           | 23 октября 2010  | Аргентина А | 20 - 40 | 11      | Тест матч                        |
| 5     | Одесса           | 12 марта 2011    | Украина     | 5 - 41  | 11      | Кубок европейских наций по регби |
| 6     | Ворчестер        | 19 июня 2011     | США         | 25 - 32 | 11      | Кубок Черчилля                   |
| 7     | Нельсон          | 25 сентября 2011 | Италия      | 53 - 17 | 11      | Кубок Мира 2011                  |
| 8     | Нельсон          | 1 октября 2011   | Австралия   | 68 - 22 | 11      | Кубок Мира 2011                  |
| 9-10  | Лиссабон         | 11 февраля 2012  | Португалия  | 32 - 33 | 14      | Кубок европейских наций по регби |
| 11    | Москва           | 19 мая 2012      | Испания     | 41 - 37 | 11      | Кубок европейских наций по регби |
| 12    | Колвин Бэй       | 9 ноября 2012    | США         | 26 - 40 | 11      | Кубок Черчилля                   |
| 13    | Коимбра          | 9 марта 2013     | Португалия  | 23 - 31 | 11      | Квалификация к Кубку Мира 2015   |
| 14    | Колвин Бэй       | 15 ноября 2013   | Япония      | 40 - 13 | 11      | Тест матч                        |
| 15    | Сочи             | 8 марта 2014     | Португалия  | 34 - 18 | 14      | Кубок европейских наций по регби |
| 15-16 | Брюссель         | 15 марта 2014    | Бельгия     | 20 - 34 | 11      | Квалификация к Кубку Мира 2015   |
| 17-18 | Гамбург          | 24 мая 2014      | Германия    | 20 - 31 | 11      | Квалификация к Кубку Мира 2015   |
| 19    | Бухарест         | 18 июня 2014     | Румыния     | 20 - 18 | 11      | Кубок Наций в Румынии            |
| 20    | Краснодар        | 10 ноября 2018   | Намибия     | 47 - 20 | 13      | Тест матч                        |
| 21    | Глостер          | 14 ноября 2018   | Япония      | 32 - 27 | 13      | Тест матч                        |
| 22-23 | Мадрид           | 10 февраля 2019  | Испания     | 16 - 14 | 13      | Кубок европейских наций по регби |
| 24    | Сочи             | 16 февраля 2019  | Бельгия     | 64 - 7  | 13      | Кубок европейских наций по регби |